# Infantado de Torío
Infantado de Torío es una comarca tradicional de la provincia de León en España. Está formada por los actuales ayuntamientos de Garrafe de Torío y Villaquilambre. La comarca esta a escasos kilómetros de la capital.
En la comarca de Infantado de Torío, el paisaje es el típico de un páramo con suaves cerros, situada sobre el cauce del río Torío antes de su paso por la capital. Históricamente el término se vincula a la Jurisdicción de Infantado de Torío.

## Poblaciones
| Villaverde de Abajo |  | Canaleja             |
|                     |  | Castrillino          |
|                     |  | Villanueva del Árbol |

## Municipios
| Municipios       | Habitantes (2012) | Superficie (km²) | Densidad (hab/km²) |        |
| Garrafe de Torío | 1.374             | 125,27           | 10,97              |        |
| Villaquilambre   | 18.124            | 52,69            | 343,97             |        |
|                  | Total             | 19.498           | 177,96             | 109,56 |
| ---------------- | ----------------- | ---------------- | ------------------ | ------ |